# Cardiomiopatia restritiva
Cardiomiopatia restritiva ou miocardiopatia restritiva é uma forma de cardiomiopatia na qual as paredes do coração estão rígidas, restringindo o coração de estender-se e encher-se de sangue adequadamente. É o tipo mais raro de miocardiopatia.
Não confundir com pericardite restritiva, quando a rigidez é na membrana que envolve o coração (pericárdio).

## Causas
Pode ser de origem desconhecida (idiopática) ou secundárias a doenças que causam depósitos no músculo cardíaco como amiloidose, hemocromatose, sarcoidose ou fibrose cardíaca.

## Sinais e sintomas
A ritmicidade e a contratilidade do coração podem ser normais, mas as paredes rígidas das câmaras cardíacas (átrios e ventrículos) impedem o enchimento adequado, reduzindo a pré-carga e o volume diastólico final.
A cardiomiopatia eventualmente gera insuficiência cardíaca e seus sintomas usuais como dor no peito, braços ou ombros, falta de ar, inchaço nas pernas.

## Tratamento
O tratamento da cardiomiopatia restritiva deve centrar-se na causa, por exemplo, usar corticosteroide se a causa for sarcoidose e quelação no caso de hemocromatose, retardando assim a progressão da cardiomiopatia. Diuréticos, vasodilatadores, inibidores da enzima de conversão da angiotensina (IECA) e anticoagulação podem ser indicados para o tratamento da insuficiência cardíaca.
A digoxina, os fármacos bloqueadores dos canais de cálcio e os agentes bloqueadores beta-adrenérgicos proporcionam pouco benefício, sendo contraindicados, exceto no caso de fibrilação atrial.
Quando os medicamentos não são suficientes, pode-se tentar cirurgia de revascularização coronária, angioplastia com stent ou implantar um marcapasso.
O prognóstico é ruim, com elevada mortalidade nos 5 anos após o começo dos sintomas. Como último recurso pode ser recomendado um transplante cardíaco.